# Brétigny-sur-Orge
Brétigny-sur-Orge – miejscowość i gmina we Francji, w regionie Île-de-France, w departamencie Essonne.
Według danych na rok 1990 gminę zamieszkiwało 19 671 osób, a gęstość zaludnienia wynosiła 1351 osób/km² (wśród 1287 gmin regionu Île-de-France Brétigny-sur-Orge plasuje się na 147. miejscu pod względem liczby ludności, natomiast pod względem powierzchni na miejscu 179.).